# Авенија Никис
Авенија Никис је најпознатија и најскупља саобраћајница у центру Солуна. Авенија се са три линије према истоку протеже се од Елефтеријевог трга на западу, испред Аристотеловог трга до Беле куле на истоку, где се састаје са Авенијом Александра Великог. Позната је и као Стара плажа. Такође је једна од најкомерцијалнијих улица у граду јер има на десетине кафића и продавница дуж целе дужине.
Има три саобраћајне траке и има правац ка истоку који се наставља Авенијом 30. октобра.

## Историја
Од краја 19. века до данас, авенија је носила много различитих имена. Конкретно, звао се:
- Авенија Бејаз Куле до ослобођења 1912. године.
- Авенија Василеоса Константина до међуратног периода.
- Авенија победе од међуратног периода до данас

Са ове авеније су кренули:
- Трупе са краљем Ђорђем I при ослобођењу 1912.
- Погребна поворка краља Ђорђа који је убијен 1913. [3]
- Војници Антанте 1915. године.
- Елефтериос Венизелос после Покрета националне одбране.
- Дивизије ЕЛАГ-а и ЕПОН-а после повлачења Немаца. [4]
- Солунски трамвај

Авенија Никис је одувек била симбол "економије забаве" Солуна. У улици су се налазили неки од историјских кафића и посластичарница у граду као што су Кристал, Олимп и Алхамбра, док се у ширем делу око плаже налазило 7 историјских биоскопа и 4 луксузна хотела. 

## Фотографије
- Авенија победе 1960.
- Авенија Никис
- Немачки тенкови 1941.